# 藥師寺 (小牧市)
藥師寺 ， 爱知县小牧市的曹洞宗寺院， 山號為大福山。創建年代不詳。但是根據 室町时期的禪僧萬里集九之著作《梅華無盡藏》記載，應該在这个时期就存在了。本尊是 藥師如來 神像，通常称为"瓶藥師"（日語：かめやくし）。根據寺廟名稱，這個藥師如來像是從古城遺址挖出的“水瓶”中發現的。佛像目前是秘佛，不對一般民眾公開。

## 交通方式
- 名鉄小牧線 的 間内駅 下車，步行7分钟。

## 周邊

### 神社、佛寺、
- 敬法寺
- 外山神社
- 妙樂寺
- 八幡神社（日语：八幡宮）
- 妙蔵寺（日语：妙蔵寺 (小牧市)）

### 其他
- 小牧市南部社区中心和小牧南儿童博物馆（日语：小牧市南部コミュニティセンター・小牧南児童館） （通稱為ふらっとみなみ）
- 北外山城（日语：北外山城）
- 小牧北外山郵局
- 外山幼稚園
- 爱知县道第102號名古屋犬山線（日语：愛知県道102号名古屋犬山線）
- 池田川

## 相关项目
- 藥師寺
- 东海四十九药师靈場（日语：東海四十九薬師霊場）

## 外部連結
- 曹洞宗大福山藥師寺
- 東海四十九薬師霊場会HP （页面存档备份，存于）